# 早馬神社
早馬神社（はやまじんじゃ）は、宮城県気仙沼市唐桑町宿地区にある神社である。鎌倉幕府御家人梶原景時の兄、梶原景実（専光房良暹）が創建、代々梶原氏が祭祀を司る。

## 概要
かつては早馬大権現、早馬権現、早馬権現社、早馬山権現とも称された。
唐桑半島に位置する唐桑地域の鎮守であり、唐桑の中心地である宿地区に位置している。唐桑町宿浦に里宮・拝殿が、唐桑町宿の早馬山山頂に奥宮・社殿が鎮座している。地域では「早馬さま」「権現様」の名で親しまれている。
初代の景実が鎌倉を去る前、源頼朝の直々の命により北条政子の安産祈願を行い、無事に男子（源頼家）を安産したことから、古くから安産・子育てに御利益があるといわれている。
参道に植えられたと伝わるそれぞれ樹高20mを越す2本の杉の巨木があり、樹齢数百年といわれ神社の古さを示している。かつては上二本杉と呼ばれる杉も存在したが、1999年（平成11年）に吹いた強風の影響によって亀裂が生じ、倒木を防ぐため伐採された。またそれらとは別に老杉も存在していたが、明治元年に伐採されたと伝わる。

## 祭神
- 倉稲魂命

唐桑は漁業のまちとしては珍しいとされるハヤマ信仰がみられ、ハヤマの神が祀られているとする。ハヤマ神社がムラ氏神であることも珍しいという。

## 歴史
建保5年(1217年)、鶴岡八幡宮の臨時別当であった梶原景実（専光房良暹）は、源頼朝の死去、それを追うかのような梶原一族の没落、また和田氏、畠山氏が滅んでいくのを見て、世を憂い鎌倉を離れ、蝦夷千島を目指して下り、藤原高衡（本吉四郎高衡）ゆかりの地である石浜（気仙沼市唐桑町）にたどり着いた。家の脇に社を建て、源頼朝、梶原景時、梶原景季の御影を安置し、一族の冥福を祈り梶原神社を建立した。
2年後、一族の梶原景茂（景時の三男）の子である大和守景永（やまとのかみ けいえい）は、景実の所在を尋ねこの地に至り、景実の猶子となった。景永は神職となり、景実と共に早馬山頂に早馬神社を建立し、以来梶原氏直系子孫が宮司を務めている。別当は良厳院。石浜にあった里宮は慶長16年（1611年）の慶長三陸津波によって流され、明戸地区に一旦遷り、その後現在の宿浦に遷座した。

### 東日本大震災
2011年（平成23年）3月11日に発生した東北地方太平洋沖地震（東日本大震災）に伴う津波により宿地区一帯は壊滅的な被害を受けた。高台の早馬神社にも津波が到達し、海水により神輿を汚損した。通常は海難死があってから1週間ほどで執り行われるウラバライは、港湾における地盤沈下に加えて、犠牲者の多さ、そして被災者の心情も鑑みられて同年6月19日に百か日として行われた。9月の例大祭はルートや手順を変更したうえで実施された。
2012年（平成24年）9月には神社内に東日本大震災復興祈願碑が建立された。
2015年（平成27年）、東日本大震災の被災地を巡礼地として形成された「東北お遍路プロジェクト」の巡礼ポイントに選定された。

## 祭事・行事
- 3月 浦祭（ウラマツリ・ハママツリ）- 漁業の安全と大漁を願う。かつて行われていたカツオ漁において漁期が始まるときの行事として生まれたという[15][18]。
- 9月19日 例祭（フナマツリ） - 航海の安全と大漁を願い、神輿の海上渡御や潮垢離を行う[5][8][15]。かつては7年に1度の神輿降臨であった[5][8]。
- 10月第1日曜日 神幸祭・唐桑早馬カキ祭 - 神輿渡御や船祭りなどが執り行われ、カキ祭では唐桑産のカキがふるまわれる[19]。
- 海難など海での異状死発生時 浜祓い（ウラバライ・ハマバライ） - 浜に供物を捧げるなどの儀礼を行う。唐桑ではこのような不時に、浜に穢れを残した状態で漁をすることは禁忌とされる[15][20]。

## 現地情報

### 里宮
- 宮城県気仙沼市唐桑町宿浦75

周辺
- 宿浦港
- 唐桑城址（唐桑舘） - 土豪・安部氏の居城。北館・小館とも称した。宿浦湾を隔てた400mほど南方に宿浦字庵沢に南館があった。
- 下二本杉 - 県の天然記念物。当地においては夫婦杉と呼ばれている。

### 奥宮
- 宮城県気仙沼市唐桑町鮪立

周辺
- 早馬山展望台
- 漁火パーク

## 関連文献
- 田辺希文 著「本吉郡」、鈴木省三 編『封内風土記 巻之十四』仙台叢書出版協会〈仙台叢書封内風土記 三〉、1893年（原著1772年）。 NCID BN11172717。NDLJP:763473。
- 保田光則『新撰陸奥風土記』歴史図書社、1980年（原著1860年）。 NCID BN01896845。NDLJP:9570404。
- 佐久間洞巖『奥羽観蹟聞老志 巻之九 気仙郡』宮城県、1883年。 NCID BA55683008。NDLJP:993129。
- 伊勢斉助『奥羽観蹟聞老志 補修篇 巻之九 本吉郡』仙台叢書刊行会〈仙台叢書 第十六巻〉、1929年。 NCID BN06896627。
- 梶原等『梶原景時：知られざる鎌倉本体の武士』新人物往来社、2004年。ISBN 4404031874。
- 青山社編集部 編『御幣：祈と祓のすがた』青山社、2007年。ISBN 4884140710。
- 千葉惣次、大屋孝雄『東北の伝承切り紙 神を宿し神を招く』平凡社〈コロナ・ブックス 173〉、2012年。ISBN 9784582634693。